# Spering (Sengsengebirge)
Der Spering  ist mit einer Höhe von 1605 m ü. A. die westlichste Erhebung des Sengsengebirges. Nach Westen fällt der Gipfel mäßig steil zur Steyr, nach Süden zum Vorderen Rettenbach und nach Norden zum Wallergraben ab. Nach Osten fällt ein Grat zum Sattel Auf der Hutn ab, wo sich eine Funkstation befindet. Der Spering wird touristisch oft besucht und bietet eine schöne Rundsicht, besonders auf die Nordabstürze des Toten Gebirges. 
Unter der Westflanke des Berges führt der rund 3 km lange Speringtunnel der Pyhrn Autobahn durch.

## Anstiege
Markierte Anstiege
- Weg 460: Vom Speringbauer zur Funkstation unterhalb des Spering und Weg 2 zum Gipfel
- Weg 465: Vom Klauser Stausee zum Spering

Unmarkierte Anstiege
- Vom Lackerboden entlang des F-Steigs durch die Südflanke zum Gipfel